# Спасское (Липицкое сельское поселение)
Спа́сское — деревня в Чернском районе Тульской области. Входит в состав Липицкого сельского поселения.

## История
В 1961 году указом Президиума Верховного Совета РСФСР деревня Спасское-Эйснера переименована в Спасское.

## Население
| 2010 |
| ---- |
| 8    |